# Laxforsen
Laxforsen är en större bebyggelse i Jukkasjärvi distrikt (Jukkasjärvi socken) i Kiruna kommun belägen på ömse sidor av en fors i Torne älv som mynnar ut i sjön Jukkasjärvi och det tidigare färjeläget på vägen mot byn Jukkasjärvi. 
Bebyggelsen norr om älven har kallats Laxforsen (nordvästra stranden) och var mellan 2005 och 2020 klassad som småort av SCB och återigen efter 2023. Mellan 2015 och 2020 räknade SCB även med en småort vid södra stranden, Laxforsen södra. Vid avgränsningen 2020 klassades den gemensamma bebyggelsen som ytterligare utökats som en tätort  namnsatt till Laxforsen/Lintanen och småorterna avregistrerades. Vid avgränsningen 2023 uppdelas bebyggelsen i tre småorter Laxforsen (nordvästra stranden), denna som utgjort västra delen av Laxforsen södra och Laxforsen öst som utgjort östra delen av Laxforsen södra. 
Laxforsen hade tidigare ett sågverk med som mest 100-talet anställda. Idag dominerar turistindustrin bland byns småföretagare. Byn är ett av Kiruna kommuns mest tätbebyggda fritidshusområden.
Vid småortsavgränsningen 2010 utgjorde andelen obebodda fritidshusfastigheter i småorten mer än 30 % av samtliga fastigheter.

## Befolkningsutveckling
| Befolkningsutvecklingen i Laxforsen/Lintanen, Laxforsen södra 2015–2020 | Befolkningsutvecklingen i Laxforsen/Lintanen, Laxforsen södra 2015–2020 | Befolkningsutvecklingen i Laxforsen/Lintanen, Laxforsen södra 2015–2020 | Befolkningsutvecklingen i Laxforsen/Lintanen, Laxforsen södra 2015–2020 | Befolkningsutvecklingen i Laxforsen/Lintanen, Laxforsen södra 2015–2020 |
| ----------------------------------------------------------------------- | ----------------------------------------------------------------------- | ----------------------------------------------------------------------- | ----------------------------------------------------------------------- | ----------------------------------------------------------------------- |
|                                                                         |                                                                         |                                                                         |                                                                         |                                                                         |
| År                                                                      |                                                                         |                                                                         | Folkmängd                                                               | Areal (ha)                                                              |
| 2015                                                                    | 2015                                                                    |                                                                         | 81                                                                      | 34#                                                                     |
| 2020                                                                    | 2020                                                                    |                                                                         | 331                                                                     | 121#                                                                    |
| Anm.: Ny småort 2015 # Som småort.                                      |                                                                         |                                                                         |                                                                         |                                                                         |